# Испанская акула-пилохвост
Испанская акула-пилохвост, или черноротая акула (лат. Galeus melastomus), — вид рода пилохвостов, семейства кошачьих акул (Scyliorhinidae). Эта распространённая акула обитает в северо-восточной части Атлантического океана. Средняя длина 50—79 см. Рацион состоит из ракообразных головоногих и рыб. Размножается, откладывая яйца. Часто попадает в качестве прилова в глубоководные сети.

## Таксономия и филогенез
В 1810 году Константин Рафинеск кратко описал испанскую акулу-пилохвоста в своей книге «Caratteri di alcuni nuovi generi e nuove specie di animali e piante della Sicilia: con varie osservazioni sopra i medesimi», где он упоминал о характерной чёрной окраске внутренней поверхности её рта. Видовое название melastomus происходит от слов греч.  μελανος — «чёрный» и лат. stomus — «устьице». Тогда типовой образец определён не был. В 2005 году на основании филогенетического анализа пяти видов пилохвостов было установлено, что испанская акула-пилохвост образует кладу с исландским пилохвостом ( Galeus murinus), отдельную от клады, в которую входят китайский пилохвост (Galeus eastmani ), Galeus gracilisи тайваньский пилохвост (Galeus sauteri ). Ископаемые остатки испанских пилохвостых акул, найденные на северных Апеннинах, принадлежат эпохе нижнего плиоцена (5,3—3,6 млн лет).

## Номенклатура
Статья, посвящённая виду в БСЭ, приводит другое латинское именование — Pristiurus melanostomus, но в настоящее время оно не используется.

## Ареал и среда обитания
Испанская акула-пилохвост широко распространена в северо-восточной части Атлантического океана, от юго-западного побережья Исландии, Тронхейма и Норвегии до Сенегала на юге, включая Фарерские, Британские и Азорские острова и северную часть Срединно-Атлантического хребта. Она встречается по всему Средиземному морю, за исключением северных вод Адриатического и Эгейского морей, а также отсутствует в Чёрном море. Этот вид обитает в первую очередь на материковом склоне на глубине 150—1400 м. Тем не менее, есть данные о присутствии этого вида на глубине 50—60 м у южного побережья Франции, а также на глубине 2,300—3,850 м в восточной части Средиземного моря. Глубина, на которой испанская акула-пилохвост наиболее распространена в разных регионах отличается, например, в Бискайском заливе она составляет 300—500 м, у берегов Португалии — 400—800 м, в Сицилийским проливе — 500—800 м, в Балеарском море — 1000—1400 м и в восточной части Средиземного моря — 1,500—1,830 м. Температура воды не представляется важным фактором, влияющим на распределение этого вида.
Испанские акулы-пилохвосты являются донными рыбами. О наличии сегрегации по половому признаку мало данных. В ряде исследований, проведённых в северной и западной части Средиземного моря, сообщалось, что взрослые акулы встречаются на большей глубине, чем неполовозрелые. Другие исследования не подтвердили эти наблюдения. Вполне возможно, что такие области, как воды южного побережья Франции, подходят для испанских акул-пилохвостов всех возрастов. Согласно ещё одной версии, получившей некоторую научную поддержку, взрослые акулы наиболее распространены на средних глубинах, а молодые держатся на мелководье, но и взрослые и подростки могут быть найдены на большой глубине. Если эта теория верна, отсутствие подтверждений в других исследованиях можно объяснить, тем, что из наблюдения были упущены некоторые глубины.

## Описание
Максимальный размер испанских акул-пилохвостов варьируется от 67 до 79 см у атлантических и от 50 до 64 у средиземноморских особей. Максимальная зарегистрированная длина составляет 90 см, но достоверность информации находится под сомнением. Самки достигают больших размеров по сравнению с самцами. Максимальный зафиксированный вес составляет 1,4 кг. 3 У испанской акулы-пилохвоста стройное, твёрдое тело и вытянутая, заострённая голова, длина которой составляет не более 6—9 % от общей длины. Овальные глаза вытянуты по горизонтали, они оснащены рудиментарным третьим веком, позади глаз имеются крошечные дыхальца. Под глазами расположены небольшие выступы. Ноздри разделены треугольными кожными складками на входящие и выходящие отверстия. Рот образует короткую, широкую арку, по углам расположены довольно длинные борозды. На верхней челюсти 69, а на нижней — 79 зубных рядов. Каждый зуб имеет один центральный выступ и 1—2 маленьких латеральных зубца. Пять пар коротких жаберных щелей. Пятая жаберная щель расположена на уровне грудных плавников.

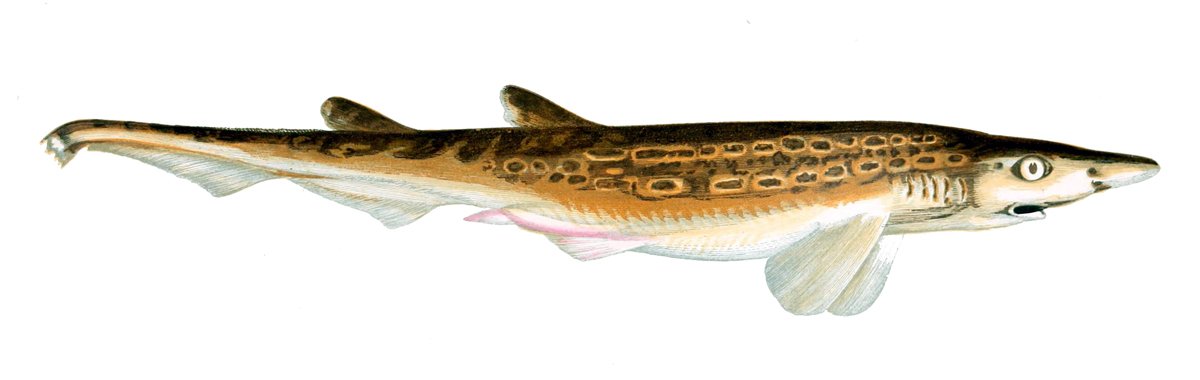

У спинных плавников тупые вершины, они сильно сдвинуты к хвосту. Основание первого спинного плавника находится над второй половиной основания брюшных плавников. Основание второго спинного плавника находится над серединой основания анального плавника. Грудные плавники большие и широкие, с закруглёнными концами. Брюшной плавник короткий, треугольный, у самцов имеются короткие птеригоподии, которые не достигают анального плавника. Анальный плавник существенно больше обоих спинных плавников. Его основание составляет 13—18 % и превосходит расстояние между спинными плавниками и промежуток между брюшными и анальным плавниками. Хвостовой стебель с боков сжат. Конец анального плавника сильно приближен к хвостовому плавнику. Длина хвостового плавника составляет 1/4 от общей длины, нижняя лопасть почти неразличима, возле кончика верхней лопасти имеется вентральная выемка. Кожа очень толстая. Тело покрыто мелкими, перекрывающими друг друга плакоидными чешуйками. На передней части дорсального края хвостового плавника имеется характерный пилообразный гребень, сформированный крупными чешуйками . Окрас серовато-коричневый, по спине разбросаны 15—18 тёмных округлых пятен седловидной формы со светлыми краями. Брюхо и каудальные кончики спинных плавников белое. Внутренняя поверхность рта окрашена в чёрный цвет.

## Биология и экология
Среди представителей рода пилохвостов испанская акула-пилохвост является самым распространённым обитателем верхней и средней части материкового склона. Эта рыба ведёт кочевой образ жизни и встречается как поодиночке, так и стаями. Будучи медлительной, она плавает, извиваясь, подобно угрям. Испанские акулы-пилохвосты держатся у дна. Также они ложатся неподвижно на дно и отдыхают. На испанских акул-пилохвостов охотятся чёрные акулы Dalatias licha и головоногие моллюски Todarodes sagittatus.

### Питание
Испанские акулы-пилохвосты являются активными универсальными хищниками, которые охотятся как на донных, так и на свободно плавающих животных. В их рацион входят десятиногие раки, костистые рыбы, включая светящихся анчоусов (Myctophidae), гоностомовых (Gonostomatidae), стомиевых (Stomiatidae), средиземноморских мор (Mora moro), и головоногие. Основну рациона составляют виды, наиболее многочисленные в района обитания, например, у побережья Франции это креветки Calocaris macandreae и Pasiphaea multidentata, а у пиренейского полуострова — Sergestes arcticus и Sergia robusta. Молодые акулы поедают больше ракообразных по сравнению со взрослыми, например, в их рацион входят мизиды (Mysida) и бокоплавы (Hyperiidae). Взрослые испанские акулы-пилохвосты предпочитают охотиться на сравнительно крупных рыб, известно, что их добычей становятся другие акулы и скаты, а также мелкие представители собственного вида. Значение головоногих в рационе испанских акул-пилохвостов зависит от места обитания. Иногда в желудках этих акул находят куски крупных животных, что даёт возможность предположить возможность групповой охоты. Они редко питаются падалью и не едят человеческий мусор.

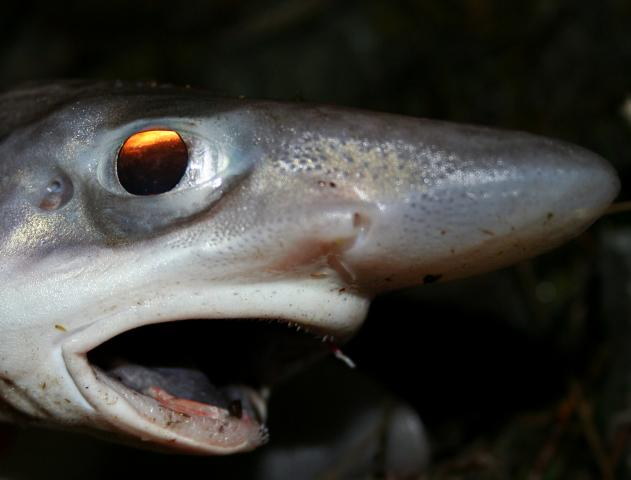
У испанских акул-пилохвостов крупные глаза.

Во время охоты испанские акулы-пилохвосты поворачивают голову из стороны в сторону, чтобы наиболее эффективно использовать органы чувств. Они в основном полагаются на зрение и электрорецепцию и в меньшей степени на обоняние. Как и большинство акул они сильнее реагируют на движение в горизонтальной плоскости. У них крупные глазные хрусталики и колбочки сетчатки, что позволяет им лучше рассмотреть мелкие и удалённые предметы. Их палочки сетчатки хорошо реагируют на длину волны, испускаемой биолюминесцирующими животными. Охотится на быструю добычу им помогают ампулы Лоренцини, обеспечивающие электрорецепцию.

### Размножение и жизненный цикл
В отличие от большинства членов своего рода испанские акулы-пилохвосты обладают несколькими овипариями, в которых может созревать более одного яйца внутри каждого яйцевода одновременно. Самки могут вынашивать до 13 развивающихся яиц, среднее количество составляет 1—4 яйца в яйцеводе. Число откладываемых за год яиц колеблется от 60 до 100, увеличиваясь с размером самки. У взрослой самки функционирует только правый яичник. Яйцо заключено в капсулу в форме вазы; передний квадратный конец несёт по углам пару коротких спиральных рогов, задний конец — округлый. Поверхность капсулы полупрозрачная, гладкая и глянцевая. Сразу после откладки она имеет золотисто-коричневый цвет, а позже в морской воде становится тёмно-коричневой. У атлантических акулы капсула имеет 3,5—6,5 см в длину и 1,4—3,0 см в поперечнике. Капсулы средиземноморских акул, как правило, меньше: 4,2—5,5 см в длину и 1,7—2,5 см в поперечнике. Крупные самки откладывают яйца больших размеров.
Спаривание и кладка яиц происходит круглый год; репродуктивная активность является самой высокой в зимний и летний период, хотя не все исследования подтверждают такой сезонный характер. Самки откладывают яйца на дно на относительно малой глубине. Самцы и самки достигают половой зрелости при длине от 48 до 79 см и от 56 до 79 см, соответственно, в Атлантическом океане, и от 42 до 55 см и от 39 до 61 см, соответственно в Средиземном море.

## Взаимодействие с человеком
Испанские акулы-пилохвосты не представляют опасности для человека и имеют невысокую коммерческую ценность. В качестве прилова они в большом количестве попадают в донные тралы и ярусы. В частности, этот наиболее часто попадающий в сети в качестве прилова вид акул при глубоководном тралении омаров и креветок (Nephrops norvegicus, Parapenaeus longirostris, Aristeus antennatus и  Aristaeomorpha folicea) у берегов Португалии и в Средиземном море. Большинство пойманных акул выбрасывают в море, но, вероятно, процент выживаемости невелик. В Португалии и Италии улов иногда сохраняют и использовать для потребления человеком в свежем или сушёном и солёном виде, а также для производства кож. В 2005 году промысловый флот Виареджо, Тоскана, сообщил о добыче 700 кг испанской акулы-пилохвоста. В северо-восточной Атлантики, эта акула в настоящее время чаще становится объектом рыбного промысла, поскольку численность других видов глубоководных акул снизилась.
У берегов Корсики, Сицилии, южной Португалии, в Ионическом, Адриатическом и Эгейском морях в сети попадают в основном неполовозрелые особи, что оказывает негативное воздействие на популяцию. Тем не менее, в ряде областей этот вид остаётся чрезвычайно распространённым. Кроме того, исследования и промысловые данные не показывают никаких признаков общего снижения численности этих акул. Поскольку они обитают в широком диапазоне глубин, это в некоторой степени даёт им некоторую защиту от промысла, особенно принимая во внимание введённый в 2005 году запрет на траловый лов в Средиземном море глубже 1000 м. Международный союз охраны природы (МСОП) присвоил испанской акуле-пилохвосту статус сохранности «Вызывающий наименьшие опасения».